# Iphigenia stellata
Iphigenia stellata là một loài thực vật có hoa trong họ Colchicaceae. Loài này được Blatt. miêu tả khoa học đầu tiên năm 1928.